# Filz-Steinmispel
Die Filz-Steinmispel (Cotoneaster tomentosus), auch Filzige Zwergmispel oder Filz-Zwergmispel genannt, ist eine Pflanzenart aus der Gattung der Zwergmispeln (Cotoneaster) innerhalb der Familie der Rosengewächse (Rosaceae). Das Hauptverbreitungsgebiet der Filz-Steinmispel liegt im östlichen Mittelmeergebiet, in den Ostalpen und in Südosteuropa.

## Beschreibung

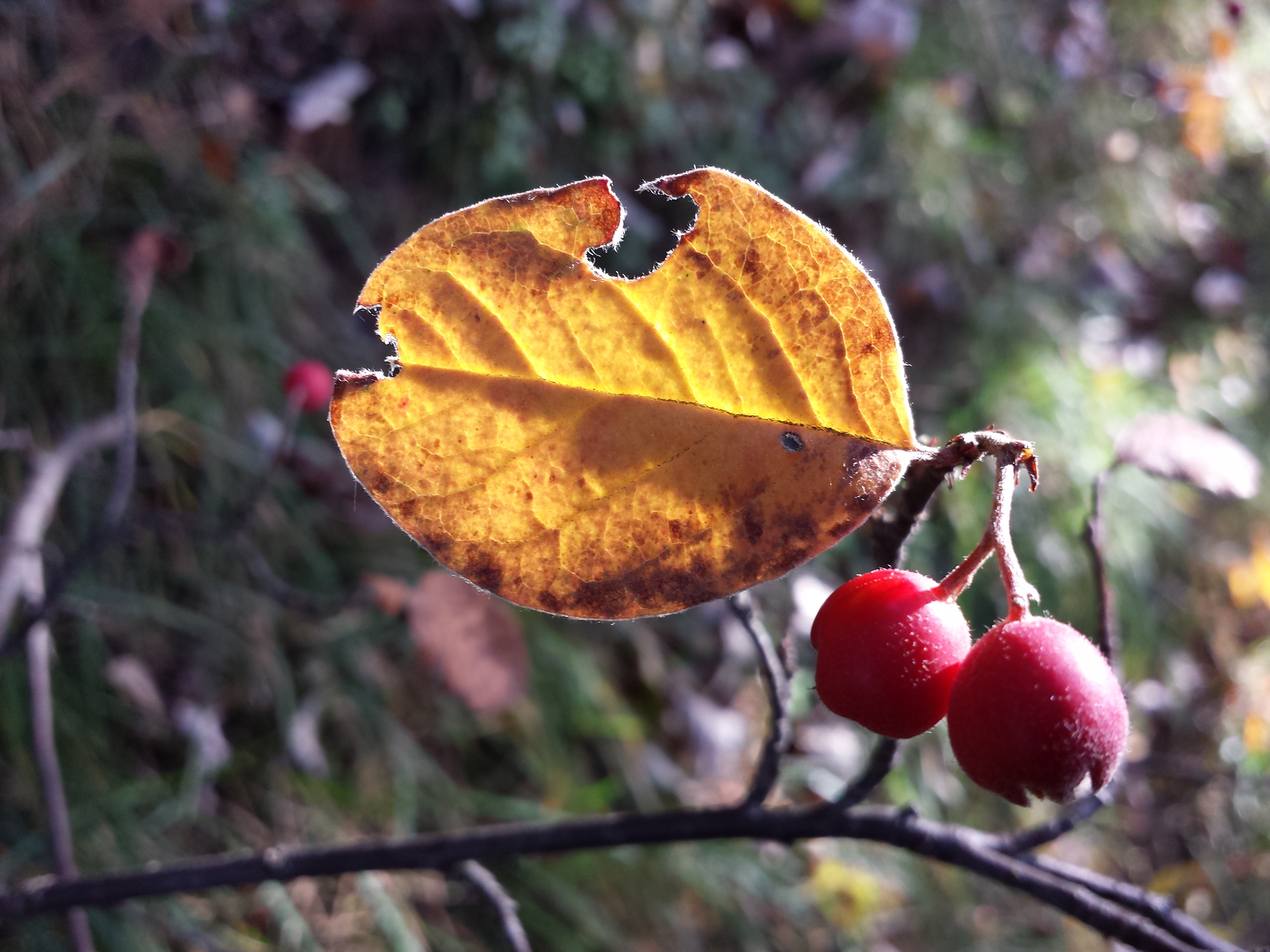
Zweig mit Früchten

Die Filz-Steinmispel wächst meist als selbständig aufrechter, seltener ausgebreiteter Strauch, der Wuchshöhen von meist 1 bis 2, selten bis zu 3 Metern erreicht. Die Rinde der Zweige ist dunkelbraun. Die wechselständig und meist zweizeilig angeordneten Laubblätter sind in einen kurzen Blattstiel und eine Blattspreite gegliedert. Die einfache, trüb-grüne Blattspreite ist bei einer Länge von 2 bis 7 Zentimetern sowie einer Breite von 2 bis 5 Zentimeter eiförmig bis breit elliptisch. Die Blattoberseite ist nie kahl und die Blattunterseite ist grün bis weißfilzig.
Die Blütezeit reicht von Mai bis Juni. In nickenden, trugdoldigen Blütenständen stehen drei bis zwölf Blüten zusammen. Die zwittrigen Blüten sind radiärsymmetrisch und fünfzählig mit doppelter Blütenhülle. Der Kelch ist behaart. Die fünf freien Kronblätter sind bis zu 3 Millimeter lang, hellrosa bis fast weiß. Es sind drei bis fünf Griffel vorhanden.
Die Apfelfrüchte sind bei einem Durchmesser von 7 bis 8 Millimeter rundlich, bei Reife ziegelrot, dicht filzig behaart und enthalten meist drei, selten bis zu fünf Samen.
Die Chromosomenzahl beträgt 2n = 68, seltener 51 oder ca. 85.

## Vorkommen
Das Hauptverbreitungsgebiet der Filz-Steinmispel liegt im östlichen Mittelmeergebiet, in den Ostalpen und in Südosteuropa. Die Filz-Steinmispel kommt im nördlichen Spanien in den Pyrenäen, in Frankreich und Italien in den Alpen, im Jura, in Süddeutschland, in Südosteuropa bis Griechenland und in den Karpaten vor. Selten und meist nur in kleineren Beständen kommt sie in Mitteleuropa im südwestlichen Schwäbischen Jura, am Hochrhein, im Kaiserstuhl, in den Vogesen, im Alpenvorland, im Schweizer Jura, sowie in den Kalkalpen vor.
Die Filz-Steinmispel braucht kalkreiche oder mindestens basische, flachgründige, lockere und daher oft steinige Lehm- oder Tonböden, doch gedeiht sie gelegentlich auch über Granit. Sie braucht vor allem sommerliche Wärme und Trockenheit; daher wächst sie in entsprechenden klimatischen Lagen in der Nähe von Gebüschen und an Rändern trockener Wälder. Sie steigt in den Alpen kaum auf Höhenlagen von über 2000 Metern. In den Allgäuer Alpen steigt sie in Bayern auf Felsen oberhalb der Klammhütte unterhalb des Salobers bis zu einer Höhenlage von 1650 Metern auf. Sie gedeiht in Gesellschaften des Verbands Berberidion, vor allem in der Assoziation Felsenbirnen-Gebüsch (Cotoneastro-Amelanchieretum), aber auch in Gesellschaften der Verbände Quercion pubescentis-petraeae oder Erico-Pinion.
Die ökologischen Zeigerwerte nach Landolt & al. 2010 sind in der Schweiz: Feuchtezahl F = 1+w (trocken aber mäßig wechselnd), Lichtzahl L = 4 (hell), Reaktionszahl R = 5 (basisch), Temperaturzahl T = 3+ (unter-montan und ober-kollin), Nährstoffzahl N = 2 (nährstoffarm), Kontinentalitätszahl K = 4 (subkontinental).

## Taxonomie
Die Erstveröffentlichung von Cotoneaster tomentosus erfolgte durch John Lindley. Ein Synonym für Cotoneaster tomentosus Lindl. ist Mespilus tomentosa Aiton.
Die in der Literatur häufig als Synonyme angegebenen Namen Cotoneaster nebrodensis (Guss.) K. Koch bzw. Pyrus nebrodensis Guss. beziehen sich auf eine andere Art.